# Delphinium gyalanum
Delphinium gyalanum là một loài thực vật có hoa trong họ Mao lương. Loài này được C.Marquand & Airy Shaw mô tả khoa học đầu tiên năm 1929.